# ジョージ朝倉
ジョージ 朝倉（ジョージ あさくら、1974年5月11日 - ）は、日本の漫画家・イラストレーター。女性。代表作は、第29回講談社漫画賞少女部門を受賞した『恋文日和』。

## 略歴
1995年、『別冊フレンド』（講談社）に掲載の「PUNKY CAKE JUNK（パンキー・ケーキ・ジャンキー）」でデビュー。ペンネームは、『科学忍者隊ガッチャマン』のコンドルのジョーの本名（ジョージ浅倉）に由来する。エッセイマンガなどの自画像も変身前のジョーそっくりに描かれる。
デビュー後、『別冊フレンド』（講談社）などに作品を掲載。年に3、4本程しか漫画を書いていなかったため、貧乏で借金もあったが、『恋文日和』の映画化が決まり、単行本が3巻まで発売されたことで、借金を完済したという。2003年から、ヤング女性向け漫画誌や青年誌にも活躍の場を広げる。
2005年、『恋文日和』で第29回講談社漫画賞少女部門を受賞。2007年、出産のため、連載活動を休止。2009年、『別冊フレンド』2月号に『溺れるナイフ』番外編を掲載し、復帰。
2015年よりビッグコミックスピリッツにて、クラシックバレエを題材にした『ダンス・ダンス・ダンスール』を連載。同作は、2022年よりアニメ化された。

## 作品リスト
- カラオケ・バカ一代（1995年、別冊フレンド、講談社） - 単行本全1巻（講談社、祥伝社）。講談社版は全く売れずに即絶版となった[4]。
- 水蜜桃の夜（2001年、別冊フレンド増刊別フレ2001） - 単行本全1巻
- ハッピーエンド（2002年、講談社） - 単行本全1巻・新装版全1巻。描き下ろし作品。
- バラが咲いた ジョージ朝倉初期傑作選（1995年 - 1996年、講談社） - 単行本全1巻。以下、収録作品詳細（収録順）。
  - バラが咲いた（別フレDXジュリエット1996年7月号）
  - 星空で目がくらむ（別フレDXジュリエット1996年1月号）
  - 星の名前（別フレDXジュリエット1996年3月号）
  - PUNKY CAKE JUNK（別フレDXジュリエット1995年5月号）※デビュー作
  - 青色的少年（別冊フレンド1996年8月号）
- 恋文日和（1999年 - 2004年、別冊フレンド、別フレDX） - 単行本全3巻・愛蔵版全2巻。ラブレターをめぐるオムニバス集。2004年に映画化。2014年にテレビドラマ化。
- ハートを打ちのめせ!（2001年 - 2003年 、Zipper comic、FEEL YOUNG増刊salada、FEEL YOUNG、祥伝社） - 単行本全2巻
- 少年少女ロマンス（2002年-2003年、別冊フレンド） - 単行本全3巻、新装版全2巻。
- ほんとうに本気の恋（『別冊フレンド』作家によるオムニバス。『恋文日和 ヒミツの交換日記』を収録）
- 平凡ポンチ（2003年 - 2006年 、月刊IKKI、小学館） - 単行本全4巻。2008年に映画化。
  - シルバラ（月刊IKKI2006年8月号、平凡ポンチ第4巻に収録）
- ピース オブ ケイク（2003年 - 2008年、FEEL YOUNG） - 単行本全5巻。2015年映画化。
- 溺れるナイフ（2004年 - 2013年、別冊フレンド） - 単行本全17巻。2016年に映画化。
- ビ バップ ア チェリーパイ（月刊フラワーズ2006年10月号。FEEL YOUNG別冊付録のRARE TRACKSに再録）
- テケテケ★ランデヴー（2009年 - 2014年、Zipper） - 単行本全4巻
- 夫婦サファリ（2012年 - 、FEEL YOUNG） - 単行本既刊2巻
- ダンス・ダンス・ダンスール（2015年 - 、ビッグコミックスピリッツ[5]） - 単行本既刊30巻。2022年にアニメ化。

## イラスト
- ダブルダウン勘繰郎（作：西尾維新） - 表紙絵